# Одељење за децу и младе Градске библиотеке "Карло Бијелицки"
Одељење за децу и младе са читаоницом Градске библиотеке "Карло Бијелицки" (Дечје одељење) је једно од одељења које се налази у њеном саставу и чини део посебних фондова библиотеке.

## Појам
Термин дечја библиотека употребљава се као назив за библиотеке са књижним фондом намењеним корисницима од предшколског узраста до четрнаест година. Од оснивања дечјих одељења, до појаве дечјег библиотекарства, термин дечје библиотеке користио се за означавање различитих врста библиотека за децу и то:
- дечјих јавних библиотека,
- дечјих одељења,
- издвојених фондова за децу при болницама и обдаништима, пионирским домовима, домовима културе и другим сличним установама и
- школских библиотека.[2]

## Историјат
Током формирања јавних библиотека у свету појавила се потреба за стварањем дечјих одељења, библиотека и читаоница за децу.
Земље покретачи дечјих библиотека сматрају се САД и Енглеска, где су у 19. веку постојале јавне дечје библиотеке на буџету општине, као грана народног библиотекарства. На просторима бивших југословенских земаља прве дечје библиотеке ничу у Београду и Загребу исте године: 1930. Година 1950. може се сматрати важном за развој дечјих библиотека на нашој територији, након што се на Саветовању друштва библиотекара у Новом Саду истакла потреба за оснивањем дечјих библиотека. 
Након Другог светског рата, на југословенском простору отварају се дечја одељења у оквиру јавних библиотека. Циљеви и задаци јавних библиотека и дечјих одељења основаних после Другог светског рата били су јасно дефинисани: радити на подстицању читалачке културе код најмлађих и на унапређењу библиотекарства стварањем библиотечких огранака где год је то било могуће.
Почетком 1949. године у сомборској Библиотеци почеле су припреме за отварање Пионирског одељења. У томе помажу све организације и културно просветне установе обезбеђивањем књижног фонда од 300 књига.
Пионирско одељење је отворено 21.11.1949. године у склопу Позајмног одељења, Трг 7. Јули 5 (данас Трг цара Лазара 3).
Следеће године Пионирско одељење показује добре резултате у окупљању деце и у раду са њима, али нажалост, уместо подршке одељење се затвара почетком априла 1952. године из непромишљених и неоправданих  разлога.
Разлог затварања одељења био је оснивање Пионирског дома „Мита Васиљевић“, које је имало за циљ развијање и задовољавање дечјих интересовања и потреба. Пионирски дом добија на поклон 200 књига од укинутог Дечјег одељења.
Постојање две дечје библиотеке сматрало се сувишним.
Пионирски дом, иако је имао добре резултате, није могао обухватити сву децу Сомбора и појавила се потреба за формирањем још једне установе таквог карактера. Савет библиотеке је 1956. године покренуо питање поновног отварања Пионирског одељења.
За време акције Месец дана књиге 1957. године уз материјалну помоћ предузећа, установа и грађана обезбеђена су значајна средства за набавку намештаја и куповину књига, па је Пионирско одељење поново отворено, у једној просторији, 21.10.1958. године, Трг 7. јули 5.
Услед одличног пословања и великог прилива чланства и посета, Пионирско одељење је у јесен 1961. године добило на располагање скоро целу зграду на Тргу 7. јули 5. Књижни фонд одељења има укупно 5.406 свезака, обухвата новонабављене књиге од краја 1957. године и књиге издвојене из фонда Позајмног одељења.
Књиге су обрађене према међународним стандардима за библиографски опис библиотечко-информационе грађе. Смештене су по УДК броју који је уједно и сигнатура.
Део библиотечке грађе је смештен по формату. Постоје два лисна алфабетска каталога – уређена према индивидуалној одредници (презиме аутора) и стварној одредници (стварни наслов).
Читаоница Одељења је од 1961. године смештена у великој сали величине 90 m^2 и располаже са 12 комплетних дечјих гарнитура столова и столица, са помоћним столицама, укупно 78 седишта.
Набавља се 12 листова и часописа: Политикин забавник, Кекец, Букши, Плави вјесник, Мале новине, Пионирске новине и др.
Од 1961. године заживеле су различите секције: Читалачко приповедачки часови, Пионирско музичко поподне, Шах секција. Два пута месечно издају се фото новине, један пут месечно изложба маркица (уз помоћ Подружнице филателиста).
Сарадња са Културно-пропагандним центром и Сомборским новинама: Читалачко приповедачки часови, тв програми − праћење и коментарисање, акција Месец дана књиге.
На одељењу раде два службеника (6 девојчица оспособљено да помогну на одељењу јер службеници раде и на Позајмном одељењу).
У књижном фонду се налазе албуми Чуда природе и Паја Патак, сачињени од исечака из Политике.
Од 21.11.1949. до 04.04.1952. и од 21.10.1958. до 31.12.1961. године било је укупно уписано 7.726 пионира.
За први период рада одељења, од 1949. до 1952. године не може се дати тачан преглед посета и чланова или позајмљених књига, јер тада није вођена евиденција.
У Извештају о раду из 1951. године види се да је Пионирско одељење имало 438 чланова, а просечно је одељење посетио 61 читалац, а одржано је и неколико часова причања са пионирима.
У периоду од 1958. до 1961. године у граду је било 15.456 основношколаца од којих је 6.621 или 42,8% ученика било учлањено у Пионирско одељење.
У току новембра 1963. године отпочела је акција установе на отварању пионирских одељења по свим насељима Општине, где год за то постоје објективни услови.

## Нови трендови
Бољој услузи допринели су нови и уређени простори, који су изграђени кроз неколико фаза пројекта New City – Пробуђени град:
- У првој фази реновирано је и осавремењено управо Дечје одељење,
- 2004. године Сомборска библиотека је ушла у систем COBISS (кооперативни онлајн библиографски систем и сервис),
- 2005. године почела је аутоматизована каталогизација,
- 2008. године аутоматизована позајмица грађе.

На тај начин Библиотека је својим корисницима пружила савременију и квалитетнију услугу. Дечје одељење добило је нов, проширен и уређен простор, Интернет кутак у ком су најмлађим корисницима доступни рачунари са бесплатним приступом на Интернет, савременију читаоницу за рад са децом, дечје енциклопедије, нове књиге, играчке, друштвене игре.
Сви програми на Дечјем одељењу организовани су у сврху промоције књиге и читања. Међу њима су:
- организоване тематске радионице и радионице отвореног типа,
- разноврсне квиз радионице на тему најчитаније књиге,
- обележавање важних датума и државних празника,
- представе,
- обележавање онлајн недеље,
- промоције и гостовања дечјих писаца,
- обележавање Дечје недеље,
- додела награде "Голубић" од 2010. године уоквиру манифестације Вељкови дани,
- сарадња са Гете институтом.[5]

## Фондови
Савремено Одељење за децу и младе (Дечје одељење) Градске библиотеке "Карло Бијелицки" има фондове: сликовница, дечје белетристике, основношколске лектире, фонд популарних наука (стручна литература), референсни фонд, књиге на страним језицима (мађарски, немачки и енглески језик), фонд класичне књижевности, стрипове, дискова за звучну и визуелну пројекцију. За најмлађе кориснике одељење поседуе интерактивне и 3D књиге, звучне књиге и тактилне књиге.

## Сарадња
Уз сталне кориснике бројне су групне посете на радионицама и програмима Библиотеке. Успостављена је стална сарадња са Предшколском установом "Вера Гуцуња", Канцеларијом за младе, основним школама, кроз културне програме, сусрете с најмлађим читаоцима, видео пројекције, дигиталне презентације и едукативно-забавне радионице. Библиотека сарађује и са другим сродним институцијама и удружењима за младе.

## Бебитека
Од маја месеца 2019. године у сарадњи са компанијом „Метеор комерц“ д.о.о. из Сомбора и Општом болницом „Др Радивој Симоновић“,  Библиотека је покренула акцију Бебитека: библиобата и библиосека. Прворођеним бебама у текућем месецу, и њиховим мајкама, Библиотека поклања пакет књига са играчком и породичну чланску карту Градске библиотеке „Карло Бијелицки“.
Циљ акције Бебитека: библиобата и библиосека јесте да се укаже на то колико је је важно читање са децом од најранијег узраста, а мисија Дечјег одељења је да књигу учини доступном сваком детету.